# История почты и почтовых марок Камбоджи
История почты и почтовых марок Камбоджи, расположенной в Юго-Восточной Азии, на полуострове Индокитай, условно можно поделить на периоды:
- колониальной зависимости от Франции (до 1951),
- Королевства Камбоджа (1951—1970),
- Кхмерской Республики (1970—1975),
- Демократической Кампучии (1975—1979),
- Народной Республики Кампучии (1979—1989)[1],
- Государства Камбоджа (1989—1993, контроль со стороны ООН) и
- восстановленного Королевства Камбоджа (с 1993).

С 1951 года Камбоджа является членом Всемирного почтового союза и эмитирует собственные почтовые марки.

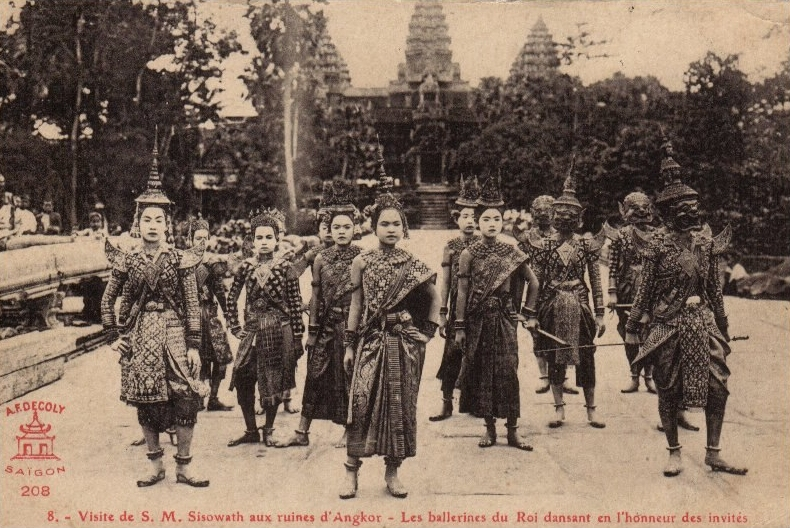
Открытка периода Французского Индокитая. Выступление ансамбля классического кхмерского танца в Ангкор-Вате

## Колониальный период

### Французский Индокитай
Территория Камбоджи с 1863 года была протекторатом Франции, а в 1887 году стала частью Французского Индокитая. С этого времени здесь была организована колониальная почтовая служба, а с 1889 года для почтовых нужд стали употребляться марки Французского Индокитая.
В 1936 году выходила серия марок с портретом короля Камбоджи Сисовата Монивонга, которая была в обращении в границах всего Индокитая. До начала 1950-х годов в Камбодже продолжали использовать почтовые марки Французского Индокитая.

### В составе Французского Союза
В 1949 году Камбоджа стала ассоциированным государством Французского Союза, но приобрела независимость в 1953 году и вышла из состава Французского Союза в 1955 году. В этот же период, 21 декабря 1951 года, Камбоджа присоединилась к Всемирному почтовому союзу как самостоятельное государство.
Первые собственные почтовые марки были эмитированы Камбоджей в ноябре 1951 года, когда эта страна получила после договора 1949 года статус «полунезависимости» от Франции и контроль в сфере своей внутренней политики и экономики. На марках стандартной серии, продолженной в 1952 году, была обозначена надпись: фр. «Royaume du Cambodge» («Королевство Камбоджа»). На одной из почтовых миниатюр был изображён король Нородом Сианук.
Первые почтовые блоки увидели свет в 1952 году. Это был специальный буклет, в котором помещались три блока с марками высших номиналов (5, 10 и 15 пиастров) стандартной серии 1951 года (Sc #15a—17a). Буклет был приурочен к первой годовщине эмиссии собственных марок. Если не считать этого выпуска, памятные марки в этот самый ранний период в Камбодже не издавались.
Надписи на камбоджийских марках этого периода были французские («UF. Royaume du Cambodge» — «Французский Союз. Королевство Камбоджа»; «Postes» — «Почта») и кхмерские.

## Независимость

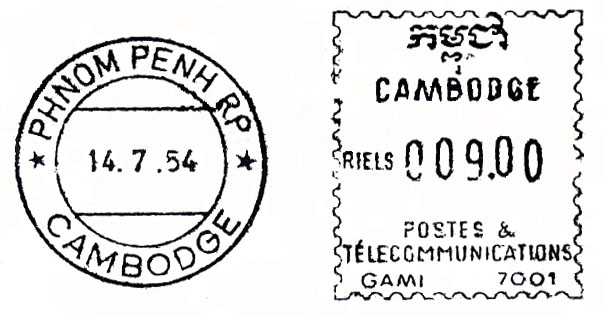
Календарный штемпель и франкотип Королевства Камбоджа (1954)

### Королевство Камбоджа
Провозглашение независимости Камбоджей в 1953 году и выход её из Французского Союза в 1955 году не были никак отмечены на почтовых миниатюрах тех лет. Первые памятные марки марки появились в ноябре 1955 года; это была серия марок по случаю коронации короля (Sc #38—52).
С этого времени камбоджийские памятные марки появлялись регулярно. Они были посвящены различным важным датам и событиям внутренней и международной жизни страны. Так, приём Камбоджи в 1955 году в ООН был отмечен серией из трёх марок 1957 года (Sc #59—61). Специальная серия из пяти марок (Sc #101—105) и блока (Sc #105a), изданная в декабре 1961 года, информировала о помощи, которую предоставили Камбодже СССР, Чехословакия и другие страны. На одной из марок, номиналом в 5 риелей (Sc #104), было запечатлено здание воздвигнутого в Пномпене Советским Союзом госпиталя. Позднее, на камбоджийской марке, поступившей в обращение 1 марта 1968 года (Sc #188), было изображено здание политехнического института, также построенного советскими строителями.
Сюжеты ряда других марок Камбоджи отражали особенности флоры и фауны страны, её искусство и т. п.
Надписи на марках были французские («Postes» — «Почта»; «Cambodge» — «Камбоджа»; «Postes cambodges» — «Камбоджийская почта») и кхмерские, а с 1961 года — английские («Cambodia» — «Камбоджа») и кхмерские. В течение раннего периода камбоджийских почтовых эмиссий, с 1951 по 1963 год, были изданы 161 почтовая марка и 23 блока.

### Кхмерская Республика
В марте 1970 года была провозглашена Кхмерская Республика, и новое название страны (надпись по-французски «Кхмерская Республика») стало печататься на камбоджийских марках вплоть до 1975 года.
В 1972—1975 годах новыми властями был заключён контракт с одним из иностранных филателистических агентств. Изготовленные этим агентством почтовые миниатюры впервые вышли в свет 28 сентября 1972 года. Это были авиапочтовые марки и блоки, посвящённые Олимпийским играм в Мюнхене (Sc #C28, C29, C29a) и космическому полёту американского корабля «Аполлон-16» (Sc #C30, C31, C31a). Отпечатанные на золотой фольге, они имели необычайно высокие номиналы — по 900 риелей, тогда как ранее высшие номиналы чаще всего составляли не более 100 риелей. С 1973 года курс на разнообразие почтовых выпусков Камбоджи был продолжен, в результате чего появлялись марки на обычной бумаге и золотой фольге, с зубцами и без зубцов, а также различные блоки.
Увеличилось и количество ежегодно эмитируемых марок. Если с момента выпуска первых камбоджийских марок в 1951 году и по 1973 год было издано в общей сложности 360 марок и 29 блоков, то с 1973 по 1975 год вышло 83 марки, не считая беззубцовых, и 100 блоков.

### Демократическая Кампучия
В 1975 году власть в Камбодже захватили «красные кхмеры», назвав своё государство Демократической Кампучией. Новый режим не разрешал никакой частной переписки между гражданами и поэтому ликвидировал почтовую связь. При этом были уничтожены почтовое оборудование и имевшиеся запасы марок, а эмиссии новых марок не осуществлялись.

### Народная Республика Кампучия
Работа почты была возобновлена в начале 1979 года, когда вьетнамская армия выбила «красных кхмеров» из столицы страны — Пномпеня. После победы патриотических сил и провозглашения Народной Республики Кампучия новые власти приложили немало усилий по восстановлению государственной почтовой системы.
Первая серия почтовых марок, выпущенных после освобождения страны, была введена в почтовое обращение 10 апреля 1980 года. Она состояла из марок четырёх номиналов — 10, 20, 50 центов и 1 риель (Sc #368—371). Рисунки марок соответствовали новому периоду в истории страны: солдаты с флагом на фоне памятника независимости в Пномпене, кхмерцы с флагом, рыбаки, солдаты НРК. Надписи на этих марках были выполнены только на кхмерском языке.
В качестве своеобразных почтовых сувениров возрождённой страны были подготовлены конверты с наклеенными на них марками прежних выпусков Камбоджи (1967, 1971, 1974 и 1975 годов) с надпечатками. Всего известно 25 разных марок, которые были надпечатаны ручным штампом «RPK» (сокращенно от Republique Populaire Kampuchea) в прямоугольной рамке и погашены старым календарным штемпелем красного цвета. Конверты продавались на почтамте в Пномпене с 15 августа 1979 по 22 июня 1981 года и в почтовом обращении не находились.
С 1983 года почтовые марки стали издаваться в Камбодже регулярно. Они отображали события в жизни кхмерского народа, различные культурные события, флору и фауну страны и другие темы (в частности, юбилейные выпуски, посвящённые 60 - летию основания СССР (1982), 115-й годовщине со дня рождения В.И. Ленина (1985), XXVII съезду КПСС (1986) и 70 - летию Октябрьской революции (1987), 40 - летию Победы во Второй мировой войне (1985), а также достижениям советской космонавтики и сотрудничеству СССР и социалистически стран в деле освоения космического пространства.

### Государство Камбоджа
В 1989—1993 годах было образовано Государство Камбоджа, власти которого находились под контролем со стороны ООН.

## Современность
В 1993 году было восстановлено Королевство Камбоджа, что обусловило возвращение на почтовые марки страны французских надписей: фр. «Royaume du Cambodge» («Королевство Камбоджа») и «Postes» («Почта»), продублированных также на кхмерском языке[≡].

## Другие виды почтовых марок

### Почтово-благотворительные
Первые почтово-благотворительные марки Камбоджи (Sc #B1—B4) были выпущены 20 октября 1952 года; дополнительный сбор от их продажи направлялся в фонд помощи студентам.

### Авиапочтовые
Авиапочтовые марки впервые поступили в обращение 16 апреля 1953 года (Sc #C1—C9); в октябре того же года они были переизданы в виде трёх блоков (Sc #C1a, C2a, C6a). В 1972—1975 годах большинство авиапочтовых марок и блоков было отпечатано зарубежным агентством на золотой фольге.

### Доплатные
Первые доплатные марки были эмитированы в 1957 году в виде серии из пяти марок (Sc #J1—J5). В дальнейшем они выпускались ещё один раз 18 февраля 1974 года (Sc #J6—J9), и всего, таким образом, имеется девять доплатных марок Камбоджи различных номиналов.